# Arnay-le-Duc
 Arnay-le-Duc  es una localidad y comuna de Francia, en la región de Borgoña, departamento de Côte-d'Or, en el distrito de Beaune. Es el chef-lieu y la mayor población del cantón homónimo.
Está integrada en la Communauté de communes du Pays d’Arnay, del que es la principal población.

## Demografía
| 2018 | 2232 | 2456 | 2334 | 2040 | 1829 | 1773 |
| Para los censos de 1962 a 1999 la población legal corresponde a la población sin duplicidades (Fuente: INSEE [Consultar]) |      |      |      |      |      |      |